# 臺灣吸菸人口

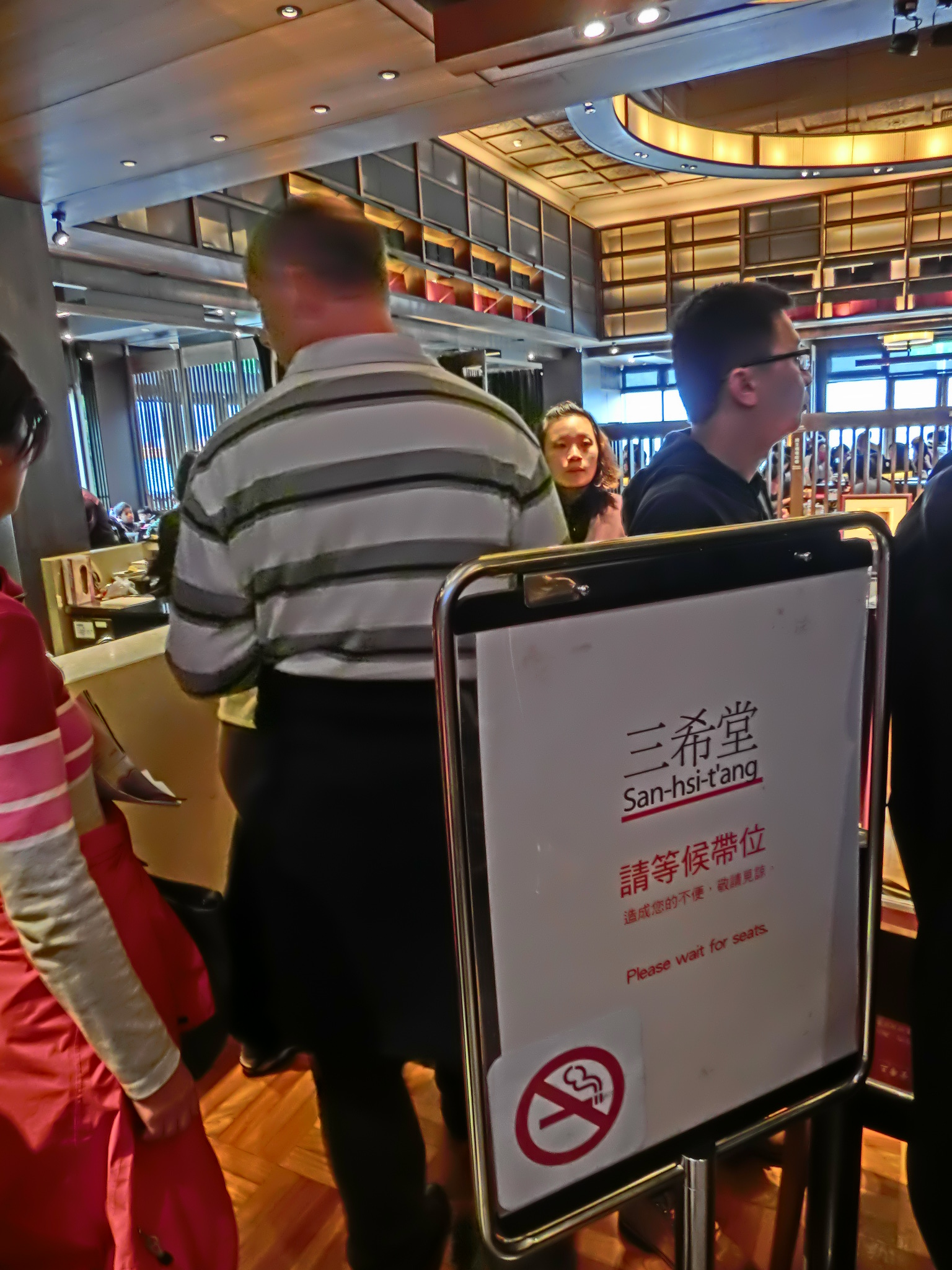
在國立故宮博物院的餐廳裡，有一個禁止吸菸的標誌

臺灣吸菸人口，《菸害防制法》規定，禁止一切形式的菸草廣告，且所有室內公共場所禁止吸煙。台灣是亞洲第二個實施室內吸菸禁令的國家，緊隨不丹之後。目前，中華民國政府正積極計畫擴大禁煙範圍，包括將禁煙令擴及汽車、摩托車和行人。

## 普及率
台灣總人口為約2300萬，估計有約500萬人口為吸菸者。至於台北市，2009年的吸菸率已下降至15.3%。該年更被定為台北市禁菸年。截至2025年台灣成年人的吸菸率已降至12.8%，這是自1990年以來的最低水準，顯示政府自1997年實施《菸害防治法》以來，致力於阻止吸菸的努力已取得一定成效。有研究指出，無菸立法對台灣的戒菸嘗試率和每年戒菸率產生了積極的影響。

## 法律
以下是禁止吸煙的場所：
- 高中以下學校以及其他主要面向兒童和少年的教育或活動場所。
- 高等院校、圖書館、博物館、美術館以及其他文化、社會教育機構的室內場所。
- 醫療中心、護理機構、以及其他醫療和社會福利機構的場所，但具有獨立通風系統、與禁煙區完全分開的老年人福利機構的室內吸煙室除外。
- 政府機關和國營企業的室內場所。
- 公共交通工具，計程車、旅遊巴士、捷運系統、車站以及旅客等候區。
- 生產、儲存、販賣易燃易爆物品的場所。
- 金融機構、郵局、電信企業的營業場所。
- 提供室內體能訓練、運動或健身的場所。
- 教室、閱覽室、實驗室、表演廳、禮堂、展覽廳、會議廳（室）以及電梯內。
- 歌劇院、電影院、影音歌唱業、資訊休閒業等公共休閒娛樂場所的室內場所。
- 賓館、商場、餐飲場所等供公眾消費的室內場所，但有獨立通風系統並與禁煙區（室）完全分隔的室內吸煙室除外。露天餐廳、提供飲料的場所、雪茄吧、晚上9:00後營業的酒館及卡拉OK僅限年滿18歲者入場。
- 三人以上共用的室內工作場所。
- 其他室內公用場所以及各級主管機關指定的場所或交通工具。

所有這些場所的入口應設有明顯的禁煙標誌，室內不得提供或展示吸煙用具。
此外，根據2007年7月11日頒布的《菸草危害防治法》，室內吸菸室的空間、設備和設置相關措施指南由中央主管機關制定。其中，室內吸煙室的面積應在6平方公尺以上35平方公尺以下，最多可佔據企業總建築面積的20%。房間應透過物理屏障與建築物的其他區域完全隔離，入口應為滑動門式，並附有自動關閉裝置。室內吸煙室應具備獨立空調、通風系統，包括直接連接室外區域的新風和排氣管系統，負壓為8Pa。每平方公尺建築面積的通風量應為30立方公尺/小時，每小時更換全量空氣10次。此外，室內吸煙室的排風口與建築物或其他非吸煙區入口的距離應在5m以上。在清潔或維護工作前後1小時內，室內吸煙室不得運行，並且在此期間獨立空調和通風系統應保持開啟。

### 執行
個人和企業因違法行為可能會面臨罰款 。政府已設立了熱線電話（0800-531-531），並為提供違規照片的公民提供金錢獎勵。

## 外部連結
- No Smoking: Taiwan's Tobacco Hazard Prevention and Control Act
- Tobacco Hazards Prevention Act implemented in Taiwan
- Taiwan - Tobacco Hazards Control Act
- Tobacco Hazard Prevention Act takes effect in Taiwan （页面存档备份，存于）